# Yuri Raizer
Yuri Petrovich Raizer (russe : Юрий Петрович Райзер), né le 26 janvier 1927 à Kharkiv et mort le 25 juin 2021 à Moscou, est un physicien théoricien russe ayant travaillé dans le domaine de la mécanique des fluides et du rayonnement.

## Biographie
Il obtient son PhD en 1953 et son doctorat de sciences en 1959 au SPbPU. Il devient chercheur à l'Institut Ishlinsky de mécanique de l'académie des sciences de Russie puis directeur de la division dynamique des gaz en 1965. En 1968 il devient professeur à l'Institut de physique et de technologie de Moscou.
Raizer a travaillé sur la dynamique des gaz : plasmas froids, ondes de choc radiatives, décharges électriques, interaction de gaz ionisés avec un faisceau laser et foudre,.
Il écrit plusieurs ouvrages dont deux qui font référence dans leur domaine.

## Distinctions[2]
- Prix Lénine en 1966 ;
- Ordre de l'Insigne d'honneur en 1975 ;
- Prix Penning pour la physique des gaz ionisés en 1993 ;
- Prix d'État de la fédération de Russie en 1999 ;
- Plasmadynamics and Lasers Award de l'AIAA en 2002[4] ;
- Insigne d'honneur de l'Institut de physique et de technologie de Moscou en 2016 ;
- Ya. B. Zeldovich Gold Medal de l'Institut de la combustion en 2020.

## Ouvrages
- (en) Ya. B. Zel'dovich et Yu. P. Raizer, Physics of Shock Waves and High-Temperature Hydrodynamic Phenomena, Academic Press, 1968
- (en) Yu. P. Raizer, Laser-Induced Discharge Phenomena, Consultants Bureau, 1977
- (en) Yu. P. Raizer, Gas Discharge Physics, Springer, 1991
- (en) Yu. P. Raizer, M. N. Shneider et N. A. Yatsenko, Radio-Frequency Capacitive Discharges, CRC Press, 1995
- (en) E. M.  Bazelyan et Yu. P. Raizer, Spark Discharge, CRC Press, 1998
- (en) E. M.  Bazelyan et Yu. P. Raizer, Lightning Physics and Lightning Protection, IOP Publishing, 2000